# Рок-баллада

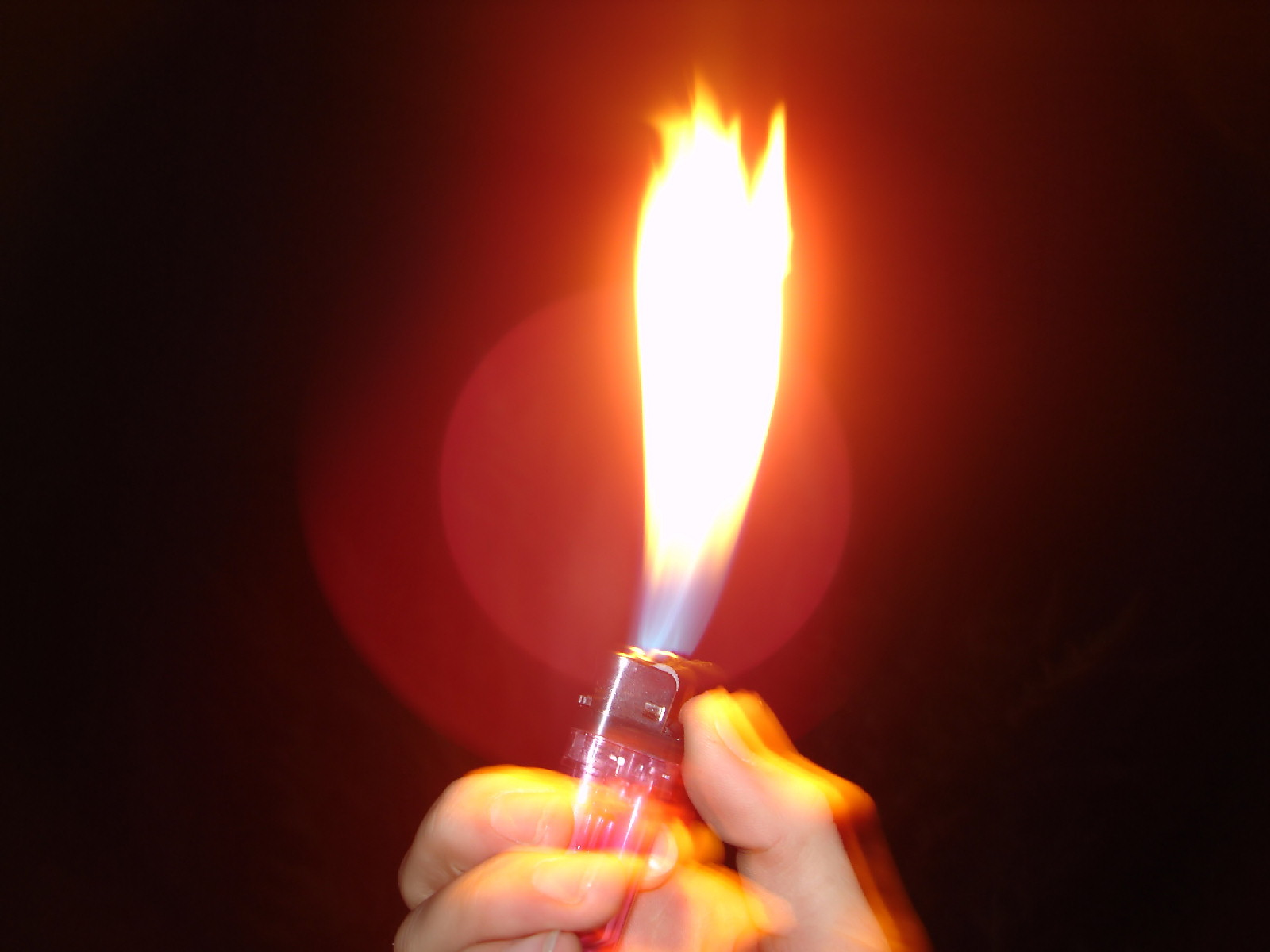
Среди фанатов существует традиция зажигать свечи или зажигалки при исполнении баллад и покачивать ими в такт песне.

Рок-баллада (англ. rock ballad; в английском языке также используется название power ballad) — тип песни в рок-музыке, представляющий собой медленную, мелодичную, лирическую композицию.

## Музыка
Баллады часто записываются с использованием акустических гитар и/или оркестровых аранжировок, фортепиано (вследствие чего велико количество кавер-версий именно на баллады), иногда электрические гитары вступают в завершающей части песни. Партии ударных инструментов в балладах могут отсутствовать, либо играть незначительную роль. Имеются примеры использования в балладах самых различных акустических инструментов: скрипка, виолончель, флейта, мандолина, а также использования клавишных при отсутствии в составе группы клавишника; при этом на записи клавишные партии исполняет кто-либо из участников группы, а при живых выступлениях — проигрываются портативной студией. Часто баллады записываются в акустических (с акустическими гитарами), симфонических (с симфоническим оркестром), оркестровых (с некоторыми инструментами оркестра) аранжировках.
Гитарные соло обычно играются в конце композиции, хотя встречаются примеры и в середине.

## Тексты
Термин «баллада» восходит к одноимённому поэтическому жанру, но сохраняет с ним мало связи. Баллада в классическом значении - лироэпическая короткая история, рассказанная в стихах. Рок-баллады ближе к лирике, их тексты могут быть бессюжетны и выражать эмоции автора и исполнителя. Тексты рок-баллад иногда отличаются от стандартных рок-текстов, являясь более лирическими и меланхоличными, менее агрессивными. Часто тексты рок-баллад посвящены любви, печали или иным возвышенным чувствам.

## Популярность
Баллады относятся к более «радио-дружественным» разновидностям рок-песен. Их часто выпускают отдельными синглами, снимают на них видеоклипы. Считается, что баллады легче воспринимаются аудиторией и могут быть популярны даже далеко за пределами «целевой аудитории» рокеров. Они также легче проходят в «формат» радиостанций и телеканалов. Так, в список лучших песен русского рока по версии слушателей «Нашего радио» вошли баллады «Город золотой», «Потерянный рай», «Я свободен», «Я хочу быть с тобой», «Пока горит свеча», «Это всё». В список величайших рок-песен по версии журнала Rolling Stone вошли баллады Imagine, Yesterday, Let It Be, Stairway to Heaven, Bridge Over Troubled Water.